# Festival de la Canción de Eurovisión 1994
El XXXIX Festival de la Canción de Eurovisión tuvo lugar el 30 de abril de 1994 en el Point Theatre de Dublín, Irlanda. Los presentadores fueron Cynthia Ní Mhurchú y Gerry Ryan.  Paul Harrington & Charlie McGettigan fueron los vencedores por Irlanda, que ganaba por tercera vez consecutiva. Fue la primera vez que un país lograba tres victorias consecutivas.
Debido al gran interés entre numerosos países europeos en participar en el festival, se decidió que los siete últimos países clasificados en 1993 no participarían en la edición de este año, para poder debutar otros tantos. Chipre (19.º en la edición de 1993) ocuparía el lugar dejado por Italia, que declinó participar.
La retransmisión del propio festival tuvo una gran repercusión en uno de los debutantes, Polonia, que quedó en segunda posición y la televisión pública se vio obligada a repetir la gala a la semana siguiente. Sin embargo, Polonia estuvo a punto de ser descalificada porque en el ensayo general cantó la mitad de la canción en inglés, cuando las reglas del concurso todavía establecían que las canciones debían ser cantadas en uno de los idiomas oficiales de cada país.
El diseño del escenario, obra de Paula Farrell, que emulaba una ciudad con rascacielos y pantallas de vídeo, estaba inspirado en la idea de cómo podría ser Dublín en el futuro.
El intermedio de la retransmisión estuvo amenizado por la primera actuación en la historia de Riverdance, que posteriormente se convertiría en uno de los mayores espectáculos de danza del mundo.
Durante la conexión para las votaciones de Bosnia y Herzegovina con Sarajevo, en ese momento bajo asedio, en el momento en que la portavoz bosnia dijo "Bonsoir Dublin, ici Sarajevo" (Buenas noches Dublín, aquí Sarajevo), el público de la sala ovacionó.
Aparte de estos datos destacados, este festival fue considerado como "El festival de los récords rotos".

## Países participantes
Un total de 25 países tomaron parte de esta edición. Respecto a la edición anterior se relegaron un total de 7 participantes: Bélgica, Dinamarca, Eslovenia, Israel, Italia, Luxemburgo y Turquía. Con esto pudieron debutar 7 nuevos países: Eslovaquia, Estonia, Hungría, Lituania, Polonia, Rumanía y Rusia.

### Canciones y selección
| País y TV                   | Título original de la canción       | Artista                                     | Proceso y fecha de selección            |
| País y TV                   | Traducción al español               | Idiomas                                     | Proceso y fecha de selección            |
| --------------------------- | ----------------------------------- | ------------------------------------------- | --------------------------------------- |
| Alemania ARD                | Wir geben 'ne Party                 | Mekado                                      | Elección Interna, 21-03-1994            |
| Alemania ARD                | Damos una fiesta                    | Alemán                                      | Elección Interna, 21-03-1994            |
| Austria ORF                 | Für den Frieden der Welt            | Petra Frey                                  | Final Nacional, 08-03-1994              |
| Austria ORF                 | Para la paz del mundo               | Alemán                                      | Final Nacional, 08-03-1994              |
| Bosnia y Herzegovina RTVBIH | Ostani kraj mene                    | Alma e Dejan                                | Eurosong BiH, 26-02-1994                |
| Bosnia y Herzegovina RTVBIH | Quédate a mi lado                   | Bosnio                                      | Eurosong BiH, 26-02-1994                |
| Chipre CyBC                 | Eimai Anthropos Ki Ego              | Evridiki                                    | Final Nacional, 18-03-1994              |
| Chipre CyBC                 | Yo también soy un ser humano        | Griego                                      | Final Nacional, 18-03-1994              |
| Croacia HRT                 | Nek' ti bude ljubav sva             | Tony Cetinski                               | Dora 1994, 20-03-1994                   |
| Croacia HRT                 | Que sea tuyo todo el amor           | Croata                                      | Dora 1994, 20-03-1994                   |
| Eslovaquia STV              | Nekonečná pieseň                    | Tublatanka                                  | Elección Interna                        |
| Eslovaquia STV              | Canción sin fin                     | Eslovaco                                    | Elección Interna                        |
| España TVE                  | Ella no es ella                     | Alejandro Abad                              | Elección Interna                        |
| España TVE                  | -                                   | Español                                     | Elección Interna                        |
| Estonia ERR                 | Nagu merelaine                      | Silvi Vrait                                 | Eurolaul 1994, 26-02-1994               |
| Estonia ERR                 | Como una ola                        | Estonio                                     | Eurolaul 1994, 26-02-1994               |
| Finlandia YLE               | Bye Bye Baby                        | CatCat                                      | Euroviisut 1994, 05-03-1994             |
| Finlandia YLE               | Adiós, adiós, cariño                | Finés                                       | Euroviisut 1994, 05-03-1994             |
| Francia FT2                 | Je suis un vrai garçon              | Nina Morato                                 | Elección Interna                        |
| Francia FT2                 | Soy un tiarrón auténtico            | Francés                                     | Elección Interna                        |
| Grecia ERT                  | Diri diri                           | Kostas Bigalis & The Sea Lovers             | Elección Interna                        |
| Grecia ERT                  | -                                   | Griego                                      | Elección Interna                        |
| Hungría MTV                 | Kinek mondjam el vétkeimet?         | Friderika Bayer                             | Nemzeti Döntő 1994, 05-02-1994          |
| Hungría MTV                 | ¿A quién confesaré mis pecados?     | Húngaro                                     | Nemzeti Döntő 1994, 05-02-1994          |
| Irlanda RTÉ                 | Rock 'n' Roll Kids'                 | Paul Harrington & Charlie McGettigan        | Eurosong 1994, 13-03-1994               |
| Irlanda RTÉ                 | Los niños del rock 'n' roll         | Inglés                                      | Eurosong 1994, 13-03-1994               |
| Islandia RÚV                | Nætur                               | Sigga                                       | Söngvakeppni 1994, 23-02-1994           |
| Islandia RÚV                | Noches                              | Islandés                                    | Söngvakeppni 1994, 23-02-1994           |
| Lituania LRT                | Lopšinė mylimai                     | Ovidijus Vyšniauskas                        | Elección Interna                        |
| Lituania LRT                | Canción de cuna para mi amada       | Lituano                                     | Elección Interna                        |
| Malta PBM                   | More than Love                      | Chris & Moira                               | Final Nacional, 05-02-1994              |
| Malta PBM                   | Más que amor                        | Inglés                                      | Final Nacional, 05-02-1994              |
| Noruega NRK                 | Duett                               | Elisabeth Andreassen & Jan Werner Danielsen | Melodi Grand Prix 1994, 26-03-1994      |
| Noruega NRK                 | Dueto                               | Noruego                                     | Melodi Grand Prix 1994, 26-03-1994      |
| Países Bajos NOS            | Waar is de Zon?                     | Willeke Alberti                             | Nationaal Songfestival 1994, 26-03-1994 |
| Países Bajos NOS            | ¿Dónde está el sol?                 | Neerlandés                                  | Nationaal Songfestival 1994, 26-03-1994 |
| Polonia TVP                 | To nie ja!                          | Edyta Górniak                               | Elección Interna                        |
| Polonia TVP                 | ¡Esa no soy yo!                     | Polaco                                      | Elección Interna                        |
| Portugal RTP                | Chamar a Música                     | Sara Tavares                                | Festival da Canção 1994, 04-03-1994     |
| Portugal RTP                | Llamar a la música                  | Portugués                                   | Festival da Canção 1994, 04-03-1994     |
| Reino Unido BBC             | Lonely Symphony (We Will Be Free)   | Frances Ruffelle                            | A Song for Europe, 18-03-1994           |
| Reino Unido BBC             | Seremos libres (sinfonía solitaria) | Inglés                                      | A Song for Europe, 18-03-1994           |
| Rumanía TVR                 | Dincolo de nori                     | Dan Bittman                                 | Selecţia Naţională 1994, 20-03-1994     |
| Rumanía TVR                 | Más allá de las nubes               | Rumano                                      | Selecţia Naţională 1994, 20-03-1994     |
| Rusia ORT                   | Vyechnyy strannik                   | Youddiph                                    | Nacional’nyj otbor 1994, 12-03-1994     |
| Rusia ORT                   | Eterno vagabundo                    | Ruso                                        | Nacional’nyj otbor 1994, 12-03-1994     |
| Suecia SVT                  | Stjärnorna                          | Marie Bergman & Roger Pontare               | Melodifestivalen 1994, 12-03-1994       |
| Suecia SVT                  | Las estrellas                       | Sueco                                       | Melodifestivalen 1994, 12-03-1994       |
| Suiza SSR SRG               | Sto pregando                        | Duilio                                      | Elección interna                        |
| Suiza SSR SRG               | Estoy rezando                       | Italiano                                    | Elección interna                        |

## Celebración del Festival
La final del Festival de Eurovisión 1994 se celebró el 30 de abril de 1994 en el Point Theatre de Dublín, Irlanda, con un total de 25 países participantes, siete de ellos compitiendo por primera vez. El sistema de votación fue el mismo utilizado desde 1975, con los países entregando de 1 a 8, 10 y 12 puntos a los concursantes más votados por un jurado popular de dieciséis miembros previamente seleccionado. Tras la votación, un representante de cada país anunció los países que recibieron las diez puntuaciones, siendo la primera vez que los portavoces pudieron ser vistos en pantalla.
Durante el inicio de las votaciones, la debutante Hungría inició arrasando al obtener tres máximas puntuaciones seguidas haciéndose rápidamente del primer puesto. Con los siguientes países, Irlanda, Polonia y Alemania también comenzaron a recibir la mayor cantidad de puntos, con el país anfitrión tomando una ventaja considerable respecto al resto de concursantes. Finalmente, a falta de tres países por dar su votación, Hungría con sus diez puntos le otorgó la victoria a Irlanda con el dueto compuesto por Paul Harrington & Charlie McGettigan y la balada «Rock 'n' Roll Kids», compuesta por Brendan Graham. Al final de la votación, obtuvieron un total de 226 puntos, imponiendo récord de puntuación en ese entonces siendo la primera canción que superaba la barrera de los 200 puntos. Así mismo «Rock 'n' Roll Kids», se convirtió en la primera canción en ganar sin necesidad de usar la orquesta, al ser una balada solamente a piano y guitarra, tocadas por los dos intérpretes. De esta forma, Irlanda consiguió su tercera victoria consecutiva (todo un hito en el festival) y su sexta victoria general.
El segundo puesto fue para un país debutante: Polonia con la joven cantante Edyta Górniak y la balada «To nie ja!», con un total de 166 puntos y 5 máximas puntuaciones, siendo el mejor resultado del país hasta en la actualidad y en ese entonces fue el mejor debut en un país dentro del concurso. La repercusión del festival en Polonia llegó a tal grado que la TVP emitió de nuevo la gala la siguiente semana. El tercer lugar fue para Alemania y el grupo MeKaDo con «Wir geben 'ne Party», el cuarto puesto fue para la debutante Hungría y Friderika Bayer con «Kinek mondjam el vétkeimet» y la quinta posición fue para Malta y el dueto Chris & Moira con «More than love».
- En negrita, países clasificados para 1995.

| N° | País                 | Intérprete(s)                               | Canción                             | Lugar | Puntos |
| -- | -------------------- | ------------------------------------------- | ----------------------------------- | ----- | ------ |
| 01 | Suecia               | Marie Bergman & Roger Pontare               | «Stjärnorna»                        | 13    | 48     |
| 02 | Finlandia            | CatCat                                      | «Bye, bye, baby»                    | 22    | 11     |
| 03 | Irlanda              | Paul Harrington & Charlie McGettigan        | «Rock 'n' Roll Kids»                | 1     | 226    |
| 04 | Chipre               | Evridiki                                    | «Ime anthropos ki ego»              | 11    | 51     |
| 05 | Islandia             | Sigga                                       | «Nætur»                             | 12    | 49     |
| 06 | Reino Unido          | Frances Ruffelle                            | «We will be free (Lonely symphony)» | 10    | 63     |
| 07 | Croacia              | Tony Cetinski                               | «Nek' ti bude ljubav sva»           | 16    | 27     |
| 08 | Portugal             | Sara Tavares                                | «Chamar a música»                   | 8     | 73     |
| 09 | Suiza                | Duilio                                      | «Sto pregando»                      | 20    | 15     |
| 10 | Estonia              | Silvi Vrait                                 | «Nagu merelaine»                    | 24    | 2      |
| 11 | Rumania              | Dan Bittman                                 | «Dincolo de nori»                   | 21    | 14     |
| 12 | Malta                | Chris & Moira                               | «More than love»                    | 5     | 97     |
| 13 | Países Bajos         | Willeke Alberti                             | «Waar is de zon?»                   | 23    | 4      |
| 14 | Alemania             | Mekado                                      | «Wir geben 'ne Party»               | 3     | 128    |
| 15 | Eslovaquia           | Tublatanka                                  | «Nekonečná pieseň»                  | 19    | 15     |
| 16 | Lituania             | Ovidijus Vyšniauskas                        | «Lopšinė mylimai»                   | 25    | 0      |
| 17 | Noruega              | Elisabeth Andreassen & Jan Werner Danielsen | «Duett»                             | 6     | 76     |
| 18 | Bosnia y Herzegovina | Alma                                        | «Ostani kraj mene»                  | 15    | 39     |
| 19 | Grecia               | Kostas Bigalis & The Sea Lovers             | «Diri diri»                         | 14    | 44     |
| 20 | Austria              | Petra Frey                                  | «Für den Frieden der Welt»          | 17    | 19     |
| 21 | España               | Alejandro Abad                              | «Ella no es ella»                   | 18    | 17     |
| 22 | Hungría              | Friderika Bayer                             | «Kinek mondjam el vétkeimet»        | 4     | 122    |
| 23 | Rusia                | Youddiph                                    | «Vyechniy strannik»                 | 9     | 70     |
| 24 | Polonia              | Edyta Górniak                               | «To nie ja!»                        | 2     | 166    |
| 25 | Francia              | Nina Morato                                 | «Je suis un vrai garçon»            | 7     | 74     |

## Votaciones

### Sistema de votación
Cada país tenía un jurado de 16 miembros que otorgaba de 12, 10, 8, 7, 6, 5, 4, 3, 2 a 1 puntos a sus diez canciones favoritas. Por primera vez en la historia del festival, y gracias a los avances tecnológicos, se recibía imagen de cada uno de los portavoces nacionales.

### Jurado español
Estaba presentado por Ángeles Martín y compuesto por la economista Belén Casla, el delegado del club de eurofans Network Daniel Santos, la redactora de El Semanal TV Purificación Blanco, el actor Àlex Sisteré, la actriz Susana García, el torero Andrés Vázquez, la actriz Alejandra Botto, el cantante Serafín Zubiri, la diseñadora Elena Benarroch, el cantante Francisco, la artista Dora Dora (interpretado por el actor Joan Monleón), el director de Cadena Dial Francisco Herrera, la estudiante Victoria Rodríguez de Miguel, el empresario Manuel Liétor, la directora de sucursal bancaria Sofía Balseiro y el estudiante Javier de la Vega.
Actuó como presidente Manuel Corral Baciero, Subdirector de Comunicación de TVE. El notario fue José Manuel de la Cruz Lagunero, el secretario fue Javier González y la portavoz, María Ángeles Balañac.

### Tabla de votaciones
|                   |                                      | Resultados         |                   |                     |                         |                    |                     |                  |                    |                    |                  |                             |                     |                       |                     |                    |                                 |                   |                    |                   |                    |                  |                    |                    |    |    |
| Bandera de Suecia | Bandera de Finlandia                 | Bandera de Irlanda | Bandera de Chipre | Bandera de Islandia | Bandera del Reino Unido | Bandera de Croacia | Bandera de Portugal | Bandera de Suiza | Bandera de Estonia | Bandera de Rumania | Bandera de Malta | Bandera de los Países Bajos | Bandera de Alemania | Bandera de Eslovaquia | Bandera de Lituania | Bandera de Noruega | Bandera de Bosnia y Herzegovina | Bandera de Grecia | Bandera de Austria | Bandera de España | Bandera de Hungría | Bandera de Rusia | Bandera de Polonia | Bandera de Francia |    |    |
| Participantes     | Suecia                               |                    | 0                 | 0                   | 0                       | 2                  | 0                   | 0                | 0                  | 7                  | 2                | 0                           | 3                   | 6                     | 5                   | 0                  | 5                               | 10                | 0                  | 0                 | 5                  | 1                | 2                  | 0                  | 0  | 0  |
| Participantes     | Finlandia                            | 0                  |                   | 0                   | 0                       | 0                  | 0                   | 0                | 0                  | 0                  | 0                | 0                           | 0                   | 0                     | 0                   | 0                  | 0                               | 0                 | 1                  | 10                | 0                  | 0                | 0                  | 0                  | 0  | 0  |
| Participantes     | Irlanda                              | 10                 | 7                 |                     | 8                       | 12                 | 10                  | 12               | 12                 | 12                 | 10               | 8                           | 5                   | 12                    | 12                  | 6                  | 10                              | 12                | 10                 | 0                 | 10                 | 10               | 10                 | 12                 | 8  | 8  |
| Participantes     | Chipre                               | 0                  | 10                | 0                   |                         | 3                  | 0                   | 0                | 5                  | 2                  | 0                | 0                           | 0                   | 0                     | 0                   | 0                  | 0                               | 5                 | 0                  | 12                | 0                  | 4                | 0                  | 2                  | 5  | 3  |
| Participantes     | Islandia                             | 8                  | 1                 | 6                   | 0                       |                    | 6                   | 0                | 3                  | 3                  | 0                | 0                           | 0                   | 0                     | 0                   | 1                  | 3                               | 0                 | 0                  | 0                 | 3                  | 6                | 0                  | 1                  | 4  | 4  |
| Participantes     | Reino Unido                          | 0                  | 0                 | 1                   | 5                       | 0                  |                     | 6                | 8                  | 8                  | 5                | 0                           | 0                   | 2                     | 4                   | 3                  | 0                               | 2                 | 4                  | 0                 | 1                  | 3                | 3                  | 5                  | 3  | 0  |
| Participantes     | Croacia                              | 0                  | 0                 | 0                   | 0                       | 0                  | 0                   |                  | 0                  | 0                  | 0                | 0                           | 10                  | 0                     | 0                   | 12                 | 0                               | 0                 | 0                  | 5                 | 0                  | 0                | 0                  | 0                  | 0  | 0  |
| Participantes     | Portugal                             | 5                  | 5                 | 8                   | 0                       | 8                  | 8                   | 0                |                    | 5                  | 0                | 0                           | 1                   | 3                     | 0                   | 0                  | 0                               | 0                 | 0                  | 0                 | 0                  | 12               | 7                  | 4                  | 1  | 6  |
| Participantes     | Suiza                                | 0                  | 0                 | 0                   | 0                       | 0                  | 0                   | 0                | 0                  |                    | 0                | 0                           | 8                   | 0                     | 0                   | 0                  | 0                               | 0                 | 0                  | 0                 | 0                  | 2                | 0                  | 0                  | 0  | 5  |
| Participantes     | Estonia                              | 0                  | 0                 | 0                   | 0                       | 0                  | 0                   | 0                | 0                  | 0                  |                  | 0                           | 0                   | 0                     | 0                   | 0                  | 0                               | 0                 | 0                  | 2                 | 0                  | 0                | 0                  | 0                  | 0  | 0  |
| Participantes     | Rumanía                              | 0                  | 0                 | 0                   | 0                       | 0                  | 0                   | 0                | 0                  | 0                  | 0                |                             | 6                   | 0                     | 0                   | 0                  | 2                               | 0                 | 0                  | 6                 | 0                  | 0                | 0                  | 0                  | 0  | 0  |
| Participantes     | Malta                                | 4                  | 6                 | 10                  | 2                       | 0                  | 1                   | 7                | 4                  | 6                  | 7                | 10                          |                     | 1                     | 3                   | 10                 | 7                               | 0                 | 12                 | 7                 | 0                  | 0                | 0                  | 0                  | 0  | 0  |
| Participantes     | Países Bajos                         | 0                  | 0                 | 0                   | 0                       | 0                  | 0                   | 0                | 0                  | 0                  | 0                | 0                           | 0                   |                       | 0                   | 0                  | 0                               | 0                 | 0                  | 0                 | 4                  | 0                | 0                  | 0                  | 0  | 0  |
| Participantes     | Alemania                             | 6                  | 3                 | 5                   | 6                       | 7                  | 7                   | 10               | 10                 | 0                  | 3                | 12                          | 0                   | 4                     |                     | 7                  | 4                               | 1                 | 7                  | 0                 | 2                  | 8                | 12                 | 7                  | 7  | 0  |
| Participantes     | Eslovaquia                           | 0                  | 0                 | 0                   | 0                       | 0                  | 0                   | 0                | 0                  | 0                  | 0                | 0                           | 12                  | 0                     | 0                   |                    | 0                               | 0                 | 0                  | 3                 | 0                  | 0                | 0                  | 0                  | 0  | 0  |
| Participantes     | Lituania                             | 0                  | 0                 | 0                   | 0                       | 0                  | 0                   | 0                | 0                  | 0                  | 0                | 0                           | 0                   | 0                     | 0                   | 0                  |                                 | 0                 | 0                  | 0                 | 0                  | 0                | 0                  | 0                  | 0  | 0  |
| Participantes     | Noruega                              | 7                  | 0                 | 3                   | 10                      | 1                  | 4                   | 3                | 0                  | 1                  | 8                | 4                           | 0                   | 7                     | 2                   | 0                  | 1                               |                   | 6                  | 1                 | 0                  | 5                | 5                  | 8                  | 0  | 0  |
| Participantes     | Bosnia y Herzegovina                 | 0                  | 2                 | 0                   | 0                       | 0                  | 0                   | 4                | 0                  | 0                  | 0                | 0                           | 7                   | 0                     | 0                   | 8                  | 0                               | 0                 |                    | 0                 | 0                  | 7                | 1                  | 0                  | 0  | 10 |
| Participantes     | Grecia                               | 2                  | 4                 | 0                   | 12                      | 0                  | 0                   | 0                | 0                  | 0                  | 0                | 6                           | 4                   | 0                     | 1                   | 5                  | 0                               | 4                 | 0                  |                   | 0                  | 0                | 4                  | 0                  | 2  | 0  |
| Participantes     | Austria                              | 1                  | 0                 | 0                   | 7                       | 0                  | 3                   | 2                | 0                  | 0                  | 0                | 1                           | 0                   | 0                     | 0                   | 0                  | 0                               | 0                 | 5                  | 0                 |                    | 0                | 0                  | 0                  | 0  | 0  |
| Participantes     | España                               | 0                  | 0                 | 0                   | 0                       | 0                  | 0                   | 0                | 0                  | 0                  | 0                | 5                           | 0                   | 0                     | 0                   | 2                  | 0                               | 0                 | 0                  | 8                 | 0                  |                  | 0                  | 0                  | 0  | 2  |
| Participantes     | Hungría                              | 12                 | 12                | 12                  | 0                       | 10                 | 2                   | 5                | 1                  | 4                  | 4                | 2                           | 0                   | 10                    | 7                   | 0                  | 0                               | 8                 | 3                  | 0                 | 8                  | 4                |                    | 3                  | 12 | 7  |
| Participantes     | Rusia                                | 0                  | 0                 | 4                   | 3                       | 4                  | 5                   | 1                | 2                  | 0                  | 1                | 3                           | 0                   | 5                     | 6                   | 0                  | 6                               | 3                 | 0                  | 4                 | 6                  | 0                | 6                  |                    | 10 | 1  |
| Participantes     | Polonia                              | 0                  | 8                 | 7                   | 1                       | 6                  | 12                  | 8                | 7                  | 10                 | 12               | 7                           | 2                   | 8                     | 10                  | 4                  | 12                              | 6                 | 8                  | 0                 | 12                 | 0                | 8                  | 6                  |    | 12 |
| Participantes     | Francia                              | 3                  | 0                 | 2                   | 4                       | 5                  | 0                   | 0                | 6                  | 0                  | 6                | 0                           | 0                   | 0                     | 8                   | 0                  | 8                               | 7                 | 2                  | 0                 | 7                  | 0                | 0                  | 10                 | 6  |    |
| Participantes     | LA TABLA ESTÁ ORDENADA POR APARICIÓN |                    |                   |                     |                         |                    |                     |                  |                    |                    |                  |                             |                     |                       |                     |                    |                                 |                   |                    |                   |                    |                  |                    |                    |    |    |

### Máximas puntuaciones
Tras la votación los países que recibieron 12 puntos (máxima puntuación que podía otorgar el jurado) fueron:
| N. | A          | De                                                                         |
| -- | ---------- | -------------------------------------------------------------------------- |
| 8  | Irlanda    | Islandia, Croacia, Portugal, Suiza, Países Bajos, Alemania, Noruega, Rusia |
| 5  | Polonia    | Reino Unido, Estonia, Lituania, Austria, Francia                           |
| 4  | Hungría    | Suecia, Finlandia, Irlanda, Polonia                                        |
| 2  | Alemania   | Rumania, Hungría                                                           |
| 1  | Chipre     | Grecia                                                                     |
| 1  | Croacia    | Eslovaquia                                                                 |
| 1  | Eslovaquia | Malta                                                                      |
| 1  | Grecia     | Chipre                                                                     |
| 1  | Malta      | Bosnia y Herzegovina                                                       |
| 1  | Portugal   | España                                                                     |